# 啟德北 (選區)
啟德北（英語：Kai Tak North，代號G12）是香港九龍城區議會下轄的選區，2015年設立，2023年取消，以公共屋邨為主，末任區議員為經民聯成員梁婉婷。

## 範圍及名稱
選區位於啟德發展區的北部，名稱亦由此而來，包括整條啟晴邨及煥然壹居。與其相連的選區有啟德東及啟德中及南，並且以太子道東、觀塘繞道與黃大仙區及觀塘區接壤，投票站設於附近的聖公會聖十架小學。

## 沿革
2014年選舉管理委員會因應啟德發展區內公型住宅落成，人口大大高於法定上限，決定將原有啟德選區分拆為三個不同的選區。當中整條啟晴邨及德朗邨德瑜、德珮樓劃成啟德北選區；德朗邨其餘部分劃為啓德南選區；而原有土瓜灣十三街為主的部分則改名為宋皇臺選區。由於選區範圍改變，民協原啟德區議員楊振宇在宋皇臺選區爭取連任，並由黨友李庭豐出選啟德北選區，經民主動力協調，由民主黨蘇綺雯出選啟德南選區。
2015年區議會選舉，由於啟晴邨及德朗邨及為2015年香港食水管路含重金屬超標事件爆發點，有分析認為有利泛民主派奪得有關選區的議席，然而建制派於區內以同鄉會、公屋聯會等社區網絡鞏固支持，選情激烈，結果由以獨立身份參選的西九新動力、公屋聯會候選人梁婉婷以超過一千六百票差距擊敗民協李庭豐（2,610對932）。而另外兩位候選人票數只有73（林希婷）及16票（陳寶玉），由於得票低於5%，按金被沒收，而陳寶玉更成為當屆選舉最低得票人。2016年梁婉婷與鄰區啟德南的區議員何華漢加入經民聯。
2019年區議會選舉，由於啟德發展區多個屋苑相繼落成，人口持續上升。選管會將啟德重新分劃選區，當中將本區的德朗邨德瑜樓和德珮樓轉編入德朗邨全邨組成的啟德東選區，並將煥然壹居劃入本區，而梁婉婷則擊敗兩位泛民主派對手連任，唯與泛民主派對手曾俊達差距大幅收窄至408票。

## 歷屆議員
| 屆別           | 議員   | 政治聯繫              |
| -------------- | ------ | --------------------- |
| 2016年－2019年 | 梁婉婷 | 經民聯、西 西九新動力 |
| 2020年－2023年 | 梁婉婷 | 經民聯、西 西九新動力 |

## 歷屆選舉結果
| 政党   | 政党   | 候选人    | 票数  | %     | ±      |
| ------ | ------ | --------- | ----- | ----- | ------ |
|        | 經民聯 | ①. 梁婉婷 | 2,480 | 54.48 | -17.4  |
|        | 無黨派 | ②. 黃梓俊 | 29    | 0.64  | N/A    |
|        | 無黨派 | ③. 曾俊達 | 2,043 | 44.88 | 不適用 |
| 多数票 | 多数票 | 多数票    | 408   | 9.60  | -35.71 |

| 政党   | 政党       | 候选人    | 票数  | %     | ±      |
| ------ | ---------- | --------- | ----- | ----- | ------ |
|        | 西九新動力 | ①. 梁婉婷 | 2,610 | 71.88 | 新選區 |
|        | 無黨派     | ②. 林希婷 | 73    | 2.01  | 新選區 |
|        | 無黨派     | ③. 陳寶玉 | 16    | 0.44  | 新選區 |
|        | 民協       | ④. 李庭豐 | 932   | 25.67 | 新選區 |
| 多数票 | 多数票     | 多数票    | 1,678 | 46.21 | 新選區 |